# Spilosoma transitoria
Spilosoma transitoria är en fjärilsart som beskrevs av Charles Oberthür 1911. Spilosoma transitoria ingår i släktet Spilosoma och familjen björnspinnare. Inga underarter finns listade i Catalogue of Life.